# Harley-Davidson 250cc-tweetakten
De Harley-Davidson 250cc-tweetakten vormen een serie motorfietsen die in de jaren zeventig op de markt werd gebracht door het Amerikaanse merk Harley-Davidson. De machines werden echter geproduceerd in de voormalige Aermacchi-fabriek in Varese die eigendom van Harley-Davidson was.

## Voorgeschiedenis
Harley-Davidson had in 1960 een belang van 50% genomen in Aermacchi. Dat had voor beide merken voordelen: Harley-Davidson kon haar modellenaanbod uitbreiden met lichtere motorfietsen, terwijl Aermacchi haar afzetmarkt uitbreidde tot de Verenigde Staten. Bovendien kon men de verhuizing van de motorfietsproductie naar de oude watervliegtuighangars aan het Meer van Varese realiseren. Daardoor creëerde men meer ruimte voor de vliegtuigbouw, de oorspronkelijke stiel van de fabriek. Aermacchi had in de jaren zestig al 250cc-modellen uitgebracht, maar dat waren allemaal viertaktmotoren. Er werden 250cc-modellen speciaal voor de Amerikaanse markt gemaakt, die uiteindelijk vervangen werden door 350cc-modellen. Toen Harley-Davidson in 1973 Aermacchi helemaal overnam, verdwenen de viertaktmodellen uit het programma. Aermacchi had, ook voor de Amerikaanse markt, tweetaktmodellen tot 125 cc gemaakt, maar nu werd het aanbod van tweetaktmodellen flink uitgebreid. 

## Harley-Davidson SX 250, SS 250 en SST 250
De SX 250 kwam in 1975 op de markt en was eigenlijk niet meer dan een opgeboorde SX 175. Daarmee ontstond een motor die eigenlijk een compromis tussen straat- en terreingebruik was. Voor het gebruik in het terrein was het 19 inch-voorwiel eigenlijk aan de kleine kant, maar voor recreatief terreinrijden voldeed de motor goed. De SS 250 had nog veel kenmerken van de SX, maar door de druppelvormige tank en het hoge stuur was de machine ook wat chopperachtig. Opmerkelijk was dat Harley-Davidson, dat altijd geheimzinnig over het vermogen deed, slechts 19,5 pk opgaf voor de SS 250, terwijl de compressieverhouding nog iets hoger was dan die van de SX 250. De SST 250 kwam in 1976 pas op de markt en had een schijfrem in het voorwiel.

### Techniek
De SX/SS/SST 250-serie had een luchtgekoelde staande eencilinder tweetaktmotor met een 32 mm carburateur, met een CDI-ontsteking en pompsmering. Er was een meervoudige natte platenkoppeling die via tandwielen de vijfversnellingsbak aandreef. De motor was in een dubbel wiegframe gehangen, met een telescoopvork aan de voorkant en een swingarm met twee veer-demperelementen die in vijf standen verstelbaar waren. Onder het motorblok zat een carterbeschermplaat. De olie voor de pompsmering werd meegevoerd in de bovenste framebuis. Bij de eerste modellen waren alleen trommelremmen toegepast, de SST 250 had een schijfrem in het voorwiel.

## Technische gegevens
| Harley-Davidson        | SX 250                                            | SS 250                                            | SST 250                                           |
| ---------------------- | ------------------------------------------------- | ------------------------------------------------- | ------------------------------------------------- |
| Periode                | 1975-1978                                         | 1975-1978                                         | 1976-1978                                         |
| Categorie              | allroadmotorfiets                                 | toermotorfiets                                    | toermotorfiets                                    |
| Motortype              | tweetakt                                          | tweetakt                                          | tweetakt                                          |
| Bouwwijze              | zuigergestuurde luchtgekoelde staande eencilinder | zuigergestuurde luchtgekoelde staande eencilinder | zuigergestuurde luchtgekoelde staande eencilinder |
| boring                 | 72 mm                                             | 72 mm                                             | 72 mm                                             |
| slag                   | 59.69 mm                                          | 59.69 mm                                          | 59.69 mm                                          |
| Cilinderinhoud         | 243 cc                                            | 243 cc                                            | 243 cc                                            |
| Carburateur(s)         | Dell'Orto 32 mm                                   | Dell'Orto 32 mm                                   | Dell'Orto 32 mm                                   |
| Smeersysteem           | pompsmering                                       | pompsmering                                       | pompsmering                                       |
| Compressieverhouding   | 10:1                                              | 10,3:1                                            | 10,3:1                                            |
| Max. Vermogen          | 16,9 kW/23 pk                                     | 14.3 kW/19,5 pk bij 7.500 tpm                     | 14.3 kW/19,5 pk bij 7.500 tpm                     |
| Topsnelheid            | onbekend                                          | 124 km/h                                          | 124 km/h                                          |
| Primaire aandrijving   | tandwielen                                        | tandwielen                                        | tandwielen                                        |
| koppeling              | meervoudige natte platenkoppeling                 | meervoudige natte platenkoppeling                 | meervoudige natte platenkoppeling                 |
| versnellingen          | 5                                                 | 5                                                 | 5                                                 |
| Secundaire aandrijving | ketting                                           | ketting                                           | ketting                                           |
| Rijwielgedeelte        | dubbel wiegframe                                  | dubbel wiegframe                                  | dubbel wiegframe                                  |
| Voorvork               | telescoopvork                                     | telescoopvork                                     | telescoopvork                                     |
| Achtervork             | swingarm                                          | swingarm                                          | swingarm                                          |
| Remmen                 | trommelremmen                                     | trommelremmen                                     | schijfrem voor, trommelrem achter                 |
| Tankinhoud             | 10,5 liter                                        | 12,5 liter                                        | 12,5 liter                                        |
| Droog gewicht          | 129 kg                                            | 114 kg                                            | 114 kg                                            |